# LPO-50
LPO-50 este un aruncător de flăcări ușor proiectat în Uniunea Sovietică după sfârșitul celui de-al Doilea Război Mondial pentru a înlocui variantele anterioare ROKS-2 și ROKS-3. Arma este destinată nimicirii forței vii a inamicului, adăpostită sau neadăpostită. LPO-50 a fost retras din dotarea armatei sovietice în favoarea aruncătoarelor de lovituri incendiare și termobarice, precum RPG-7 sau RPO-A.

## Descriere
Arma constă în trei rezervoare, un tub flexibil de legătură și o pușcă lansatoare. Cele trei rezervoare conțin fiecare câte 3,3 litri de combustibil incendiar. Darea focului se execută printr-un sistem electric de comandă care acționează două cartușe: unul aflat la gura puștii (de aprindere) și unul aflat deasupra rezervorului (pentru presurizare). Combustibilul incendiar este aruncat spre gura puștii de lansare, fiind acționat de presiunea gazele rezultate din arderea pulberii din cartușul rezervorului. Ajuns la gura țevii, amestecul incendiar este aprins de către cartușul cu ardere lentă (1-2 secunde). Pușca lansatoare are o piedică de siguranță și o pârghie pentru a selecta unul dintre rezervoare. Fiecare rezervor poate lansa un jet de foc care durează 2-3 secunde la o distanță maximă de 70 metri folosind combustibil îngroșat sau 20 de metri folosind combustibil neîngroșat. După epuizarea celor 3 jeturi de foc, arma poate fi reîncărcată prin reumplerea rezervoarelor, schimbarea cartușelor (6 în total, trei la gura țevii și câte unul pentru fiecare rezervor) și a diafragmelor rezervoarelor. Reîncărcarea durează 8-10 minute.
LPO-50 a fost fabricat în China sub denumirea Tip-74. Aruncătorul de flăcări a fost fabricat sub licență în România la Uzina Nr. 2 „Bela Breiner” din Brașov. După anul 1974, aruncătoarele de flăcări ușoare LPO-50 din dotarea armatei române au fost scoase din dotare, fiind înlocuite cu aruncătorul de grenade incendiare AGI 3x40. România a exportat aruncătoare de flăcări LPO-50 în Cehoslovacia, Bulgaria și Polonia în anii 1960.